# Stepperoller

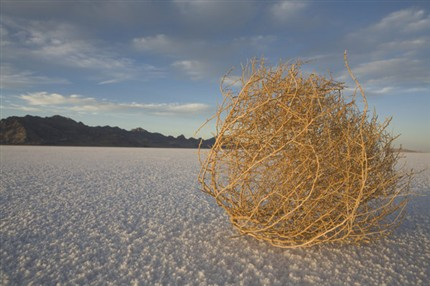
Een stepperoller

Een stepperoller of tuimelkruid is het bovengrondse gedeelte van een plant die, eenmaal volgroeid en droog, zich losmaakt van de wortel en wegtuimelt met de wind. Normaal gesproken is de stepperoller de gehele plant met uitzondering van zijn wortels, maar bij een aantal soorten is het alleen de losgeraakte bloeiwijze. Het stepperollergedrag komt het meest voor bij steppe- en woestijnplanten. Stepperollers zijn (delen van) planten die propagulen (zaden, vruchten of sporen) verspreiden. Ze doen dit door de propagulen al tuimelend uit te strooien, of ze verliezen de propagulen nadat ze terecht zijn gekomen in een vochtige omgeving. In dit laatste geval opent de stepperoller zich, doordat de plant het water opneemt. Met uitzondering van de propagulen is de stepperoller dood.

## Planten en het stepperollergedrag
Hoewel het aantal soorten met stepperollergedrag klein is, komen deze heel veel voor onder de landbouw-onkruiden. Men denkt dat de oorsprong Eurazië is, echter een aantal seizoensonkruiden van Salsola (Amarantenfamilie) die stepperollers vormen zijn zo veelvoorkomend geworden in Noord-Amerika dat ze vaak een symbool zijn in westerns, waar ze de verlatenheid van grensgebieden en de periode van de Dust Bowl symboliseren. 
Salsola pestifera is ingeburgerd geraakt over grote gebieden van Noord-Amerika nadat het is geïmporteerd uit Azië, vaak bij ladingen landbouwzaden. Van twee soorten loogkruid wordt er gezegd dat het in de Verenigde Staten in de negentiende eeuw is aangekomen bij zendingen lijnzaad naar South Dakota: Salsola kali en Salsola tragus; bij die laatste worden de jaren 1870 en 1874 genoemd. S. tragus of zacht loogkruid is een seizoensplant die afbreekt aan de voet van de stengel en zo een stepperoller vormt die de zaden verspreidt. De soort is extreem variabel met vele rassen die variëren in kenmerken, een aantal van deze variaties zijn in het verleden ondergebracht in andere taxons. Hoewel het als onkruid geldt, wordt de Salsola tragus gebruikt als voedsel in droge gebieden. Het groeit in gebieden met weinig vegetatie en op verstoorde bodems. Verstoord zijn bijvoorbeeld gebieden met regelmatig omgeploegde of omgewoelde grond, zoals bermen, landbouwvelden en afgebrokkelde hellingen. Arm aan plantengroei zijn stroken kust- en oeverzand, halfwoestijnen en woestijnen. 
Andere planten, veelal uit de familie Amaranthaceae, die stepperollers vormen:
| soort                     | familie         | opmerking |
| ------------------------- | --------------- | --- |
| Amaranthus albus          | Amaranthaceae   | Witte amarant is afkomstig uit Midden-Amerika maar geïntroduceerd en voorkomend in Europa, Azië en Australië |
| Amaranthus graecizans     | Amaranthaceae   | Afrikaanse amarant komt voor in Noord-Amerika maar oorspronkelijk Afrikaans                                  |
| Amaranthus retroflexus    | Amaranthaceae   | Papegaaienkruid                                                                                              |
| Corispermum hyssopifolium | Amaranthaceae   | (soort uit de amarantenfamilie)                                                                              |
| Kochia                    | Amaranthaceae   | (geslacht uit de amarantenfamilie)                                                                           |
| Cycloloma atriplicifolium | Amaranthaceae   | wordt als meest voorkomende stepperoller genoemd.                                                            |
| Atriplex rosea            | Chenopodiaceae  | wordt ook wel het "tuimelende orakel" genoemd                                                                |
| Centaurea diffusa         | Asteraceae      | (soort uit de composietenfamilie)                                                                            |
| Lessingia glandulifera    | Asteraceae      | (soort uit de composietenfamilie)                                                                            |
| Plantago cretica          | Plantaginaceae  | (soort uit de weegbreefamilie)                                                                               |
| Solanum rostratum         | Solanaceae      | (soort uit de nachtschadefamilie)                                                                            |
| Sisymbrium altissimum     | Brassicaceae    | Hongaarse raket                                                                                              |
| Crambe maritima           | Brassicaceae    | Zeekool |
| Lepidium                  | Brassicaceae    | geslacht Kruidkers                                                                                           |
| Anastatica hierochuntica  | Brassicaceae    | Roos van Jericho                                                                                             |
| Selaginella lepidophylla  | Selaginellaceae | Valse roos van Jericho                                                                                       |
|                           | Geastraceae     | (familie behorend tot de schimmels)                                                                          |
|                           | Apiaceae        | (Schermbloemenfamilie)                                                                                       |
| Gypsophila paniculata     | Caryophyllaceae | Pluimgipskruid                                                                                               |
| Psoralea                  | Fabaceae        | (geslacht uit de vlinderbloemenfamilie)                                                                      |
| Baptisia tinctoria        | Fabaceae        | (soort uit de vlinderbloemenfamilie)                                                                         |

Onder de Composietenfamilie (Asteraceae), vormt Centaurea diffusa stepperollers. Deze soorten hebben als oorsprong Eurazië en zijn later ingeburgerd in Noord-Amerika. Ook bij Lessingia glandulifera worden er soms stepperollers gevormd, de plant groeit op woestijnvlaktes, chaparral (dichtbegroeid, warm klimaat) en naaldbossen in het westen van de Verenigde Staten en komt het meest voor in gebieden met zand.
Onder de vlinderbloemenfamilie komen er stepperollers voor bij Psoralea en bij Baptisia tinctoria.

## Anatomie
Bij sommige soorten raakt de stepperoller los bij de voet van de stengel, dit komt voor bij de Psoralea en Kochia.

## Verschillende planten die propagulen verspreiden
Planten met deze bloeiwijze komen veel voor bij sommige grassoorten, waaronder Schedonnardus paniculatus en enkele soorten van Eragrostis en Aristida. Bij deze geslachten breekt het bovengrondse gedeelte af en waait weg, in plaats van de gehele plant. De soorten van Spinifex uit Zuidoost-Azië zijn een opvallend voorbeeld van deze aangepaste verspreiding van zaden. Deze soorten worden ook wel 'tuimelkruid' genoemd, hetzelfde geldt voor soorten als Panicum capillare' en Eragrostis pectinacea in de Verenigde Staten.
Vruchten, verspreid door de wind, die tuimelen of over de grond rollen (tuimelvrucht) zijn zeldzaam. Sommige zijn peulvruchten. Doordat de vruchten erg opgeblazen zijn, rollen zij makkelijker. Onder deze vruchten vallen de Alyssopsis, Coluteocarpus, Physoptychis en de Physaria.

## Effect op het milieu
Stepperollers hebben een tekenend effect op wind-grond-erosie op open vlakten, voornamelijk bij drogegrondprojecten in de landbouw waar bevochtiging van buitenaf onmogelijk is. Een studie wees uit dat een enkele Russian Thistle wel 44 gallon (circa 167 liter) water kan opnemen in een tarweveld. De hoeveelheid water opgenomen van braakland zou zelfs hoger liggen. Buiten het vocht dat de plant opneemt wordt er ook nog schade aangericht door de verplaatsing van de stepperoller. De beschadigingen aan de grond maken die namelijk ook kwetsbaarder voor de wind.

## Symbolisatie
De associatie met westerns heeft geleid tot een grote symbolische betekenis van de stepperoller in de audiovisuele media. De plant is symbool gaan staan voor verlaten, droge locaties. Bijvoorbeeld rolt een stepperoller voorbij in combinatie met het geluid van een lege, droge wind. Ook wordt er gespeeld met dit cliché voor een komisch effect, doordat een stepperoller voorbij komt waar je er geen verwacht. Ook wordt het gebruikt om ongemakkelijke situatie te accentueren, zoals een slechte grap of een absurde opmerking. De stepperoller op de achtergrond en het windeffect brengen dan de ongemakkelijke stilte naar voren.

## Kunst en cultuur
- De Russische kunstenaar Haim Sokol (1973) maakte in 2009 van staal en verf een bolstructuur die hij de Tumbleweed (Rhizome) noemde. Deze werd in de zomer van 2013 tentoongesteld op het Lange Voorhout in Den Haag tezamen met werken van andere Russische kunstenaars. Sokol beschilderde metalen platen met kunstenaarsteksten en teksten uit kabbalistische bronnen, daarna sneed hij de platen in smalle stroken waarvan hij de stepperoller maakte.

- The Tumbleweeds is een voormalige band uit Waalwijk die haar naam aan deze plant ontleent.